# Georg Ernst Levin von Wintzingerode
Georg Ernst Levin (seit 1794 Reichsgraf) von Wintzingerode (* 27. November 1752 in Walsrode; † 24. Oktober 1834 in Stuttgart) war ein württembergischer Staatsminister, Erb- und Gerichtsherr zu Bodenstein im Eichsfeld.

## Herkunft und Jugend

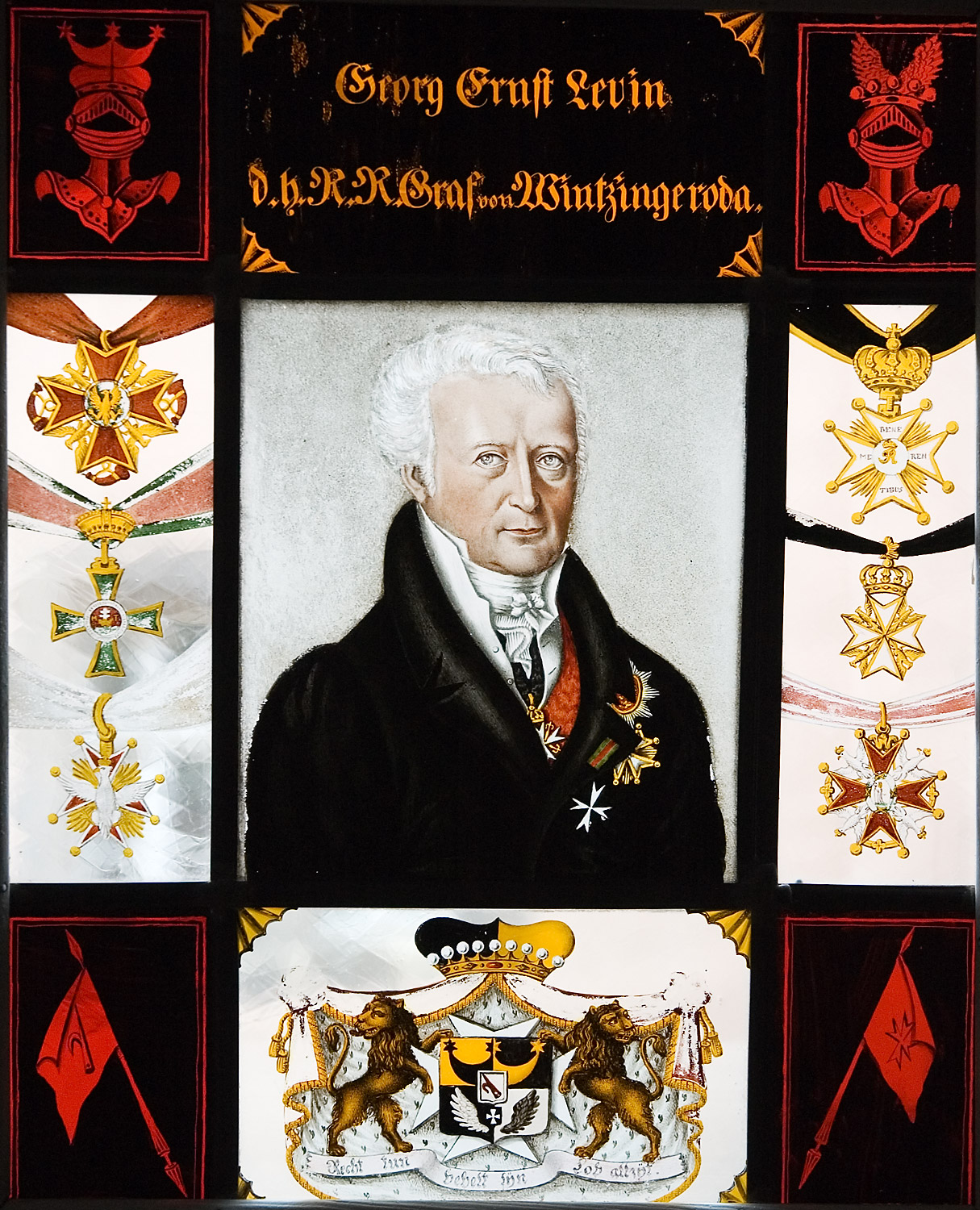
Glasfenster (Glasmalerei) mit dem Bild Georg Ernst Levin von Wintzingerode in der Kapelle der Burg Bodenstein

Wintzingerode war der Sohn des 1758 gefallenen hannoverschen Offiziers Achaz Philipp von Wintzingerode-Bodenstein (1722–1758). Seine Mutter Marie Eleonore, geb. von Wintzingerode-Adelsborn (1733–1780), war Oberhofmeisterin am hessischen Hof in Kassel, wo er 1768 in den Dienst Landgraf Friedrichs II. eintrat. Sein Großvater war der Kurmainzer Generalmajor Wasmuth Levin von Wintzingerode.

## Philippine von Hessen-Kassel

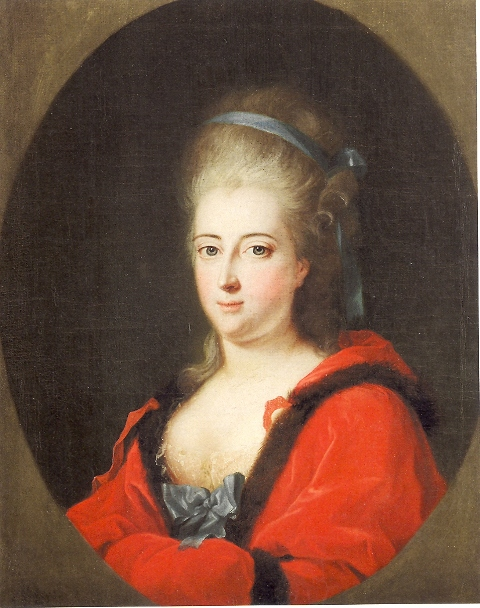
Philippine von Brandenburg-Schwedt, Landgräfin von Hessen-Kassel

Bei dessen Tod 1785 war er Kammerherr und Rittmeister. 1786 wurde er zum Oberhofmeister der Landgräfinwitwe Philippine von Hessen-Kassel (1745–1800), geb. Prinzessin von Brandenburg-Schwedt berufen. Auf deren Betreiben wurde er 1794 in den Reichsgrafenstand erhoben und heiratete die Landgräfin in zweiter Ehe. 1800 wurde er ihr Alleinerbe. Er hatte mit ihr einen illegitimen Sohn Georg Philippson (* 1. März 1777; † 8. Oktober 1834).

## Württembergischer Staatsmann
1801 berief ihn sein Freund, Herzog Friedrich von Württemberg, ein Neffe seiner zweiten Frau, zum Präsidenten des Geheimen Rats und Minister des Auswärtigen. Im Reichsdeputationshauptschluss 1803 erhielt Württemberg große Gebiete im Zuge der Säkularisation und Mediatisierung als Entschädigung für seine verlorenen linksrheinischen Besitzungen. 1805 riet er dem jetzigen Kurfürsten Friedrich, der feindlichen Besetzung Württembergs durch Frankreich durch ein Bündnis zuvorzukommen und handelte den entsprechenden Vertrag mit Napoleon I. aus. 1806 nahm Friedrich von Württemberg die Königswürde an. Wintzingerode stürzte die alte landständische Verfassung und errichtete aus Alt- und Neuwürttemberg einen absolutistischen Zentralstaat, der von einem kollegial geführten Staatsministerium verwaltet wurde, dem der Staatsminister des Auswärtigen als Kabinettsminister vorstand. 1806 und 1807 war Wintzingerode in verschiedenen Missionen in Paris und im Hauptquartier Napoleons, wobei er das besondere Vertrauen und die Hochachtung des Kaisers gewann. Talleyrand nannte ihn in diesen Jahren „un géant dans un entresol“. Er handelte damals auch die Ehe zwischen Prinzessin Katharina von Württemberg und Jérôme Bonaparte aus, der 1807 König von Westphalen wurde.

## Im Dienst Jérôme Bonapartes
Ende 1807 kam es zum Bruch mit König Friedrich I. von Württemberg. Wintzingerode zog sich zunächst auf sein Schloss Bodenstein im Eichsfeld zurück, wurde jedoch von Napoleon auf den Fürstentag nach Erfurt gebeten. Dort lehnte er das ihm angebotene westphälische Innenministerium zwar ab, nahm jedoch den Posten des Gesandten Jérômes in Paris an, auch aufgrund der ungewöhnlich hohen Vergütung mit 100.000 Francs jährlich.

## Rückkehr ins Ministeramt und Lebensabend
1814 kehrte er nach Württemberg zurück, versöhnte sich auf Vermittlung seines Sohnes mit König Friedrich und wurde erneut Kabinettsminister. Er vertrat das Königreich auf dem Wiener Kongress und führte 1815 und 1816 als Chef des königlichen Verfassungskomitees die Verhandlungen mit der wiedereinberufenen Ständeversammlung über die neue Verfassung Württembergs, die König Friedrich dem Land gewähren wollte. Mit dem Tod des Königs trat er zurück und wurde Oberhofmeister der neuen Königin Katharina Pawlowna. Nach deren Tod war er noch bis 1825 württembergischer Gesandter in Berlin, Hannover, Kassel und Dresden und bis an sein Lebensende Großkanzler der württembergischen Orden. Danach lebte er auf seinen Gütern um die Burg Bodenstein, zeitweise auch in Gotha und ab 1832 wieder in Stuttgart.

## Familie
Er heiratete 1777 Juliane von Fabrice-Westerfeld (1762–1794). Sein einziger Sohn Carl Friedrich Heinrich Levin (1778–1856) war gleichfalls württembergischer Diplomat und Staatsminister.

## Ehrungen
Graf von Wintzingerode wurde 1801 in den „Herzoglich Württembergischen Orden“ aufgenommen, der 1807 in den Orden des Goldenen Adlers umgewandelt wurde. Im selben Jahr wurde er Großkreuz des Württembergischen Zivilverdienstordens, der mit dem Orden des Goldenen Adlers 1818 zum Orden der Württembergischen Krone vereinigt wurde, dessen Großkreuz Wintzingerode ebenfalls erhielt. Von 1806 bis zu seinem Tod war er Großkanzler der württembergischen Orden, neben den genannten also auch des Militärverdienstordens.
Wintzingerode war weiterhin:
- Kommendator des Johanniterordens
- Großkreuz des habsburgischen Sankt-Stephans-Ordens
- Ritter des polnischen Weißen Adlerordens
- Großkreuz des polnischen Sankt-Stanislaus-Ordens
- Großkommandeur des Ordens der Westphälischen Krone.